# جنی فون وستفالن
جوآنا برتا جولی جنی ال فون وستفالن (به انگلیسی: Jenny von Westphalen)؛ (۱۲ فوریهٔ ۱۸۱۴–۲ دسامبر ۱۸۸۱) منتقد تئاتر، فعال سیاسی و همسر فیلسوف، اقتصاددان و جامعه‌شناس آلمانی کارل مارکس بود. آنها در سال ۱۸۳۶ نامزد کرده و در ۱۹ ژوئن ۱۸۴۳ ازدواج کردند. کارل و جنی هفت فرزند داشتند: جنی مارکس لونگه، لورا مارکس، النور مارکس چارلز لوئیس هنری ادگار، هنری ادوارد گای، جنی ایولین فرانسیس.

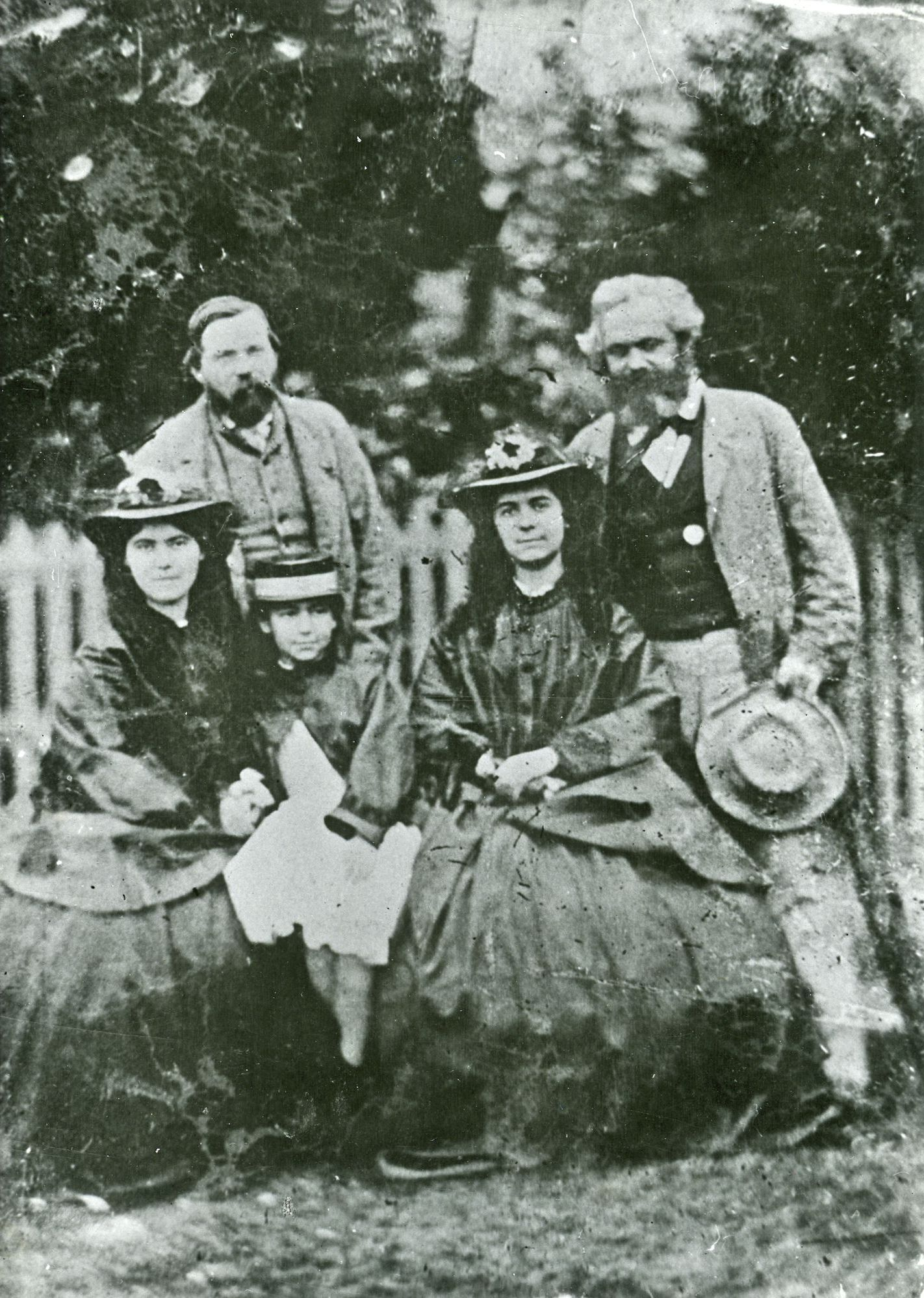
کارل مارکس (۱۸۱۸–۱۸۸۳)، فریدریش انگلس (۱۸۲۰–۱۸۹۵)، و دختران مارکس: جنی کارولین (۱۸۴۴–۱۸۸۳)، جنی جولیا النور (۱۸۵۵–۱۸۹۸) و جنی لورا (۱۸۴۵–۱۹۱۱). عکس

## ازدواج
پس از ازدواج، کارل و جنی مارکس به خیابان وانو در پاریس نقل مکان کردند و با شاعر آلمانی هاینریش هاینه دوست شدند که در خیابان ماتینیون زندگی می‌کرد.

## مرگ
در سال‌های بعد، جنی مارکس از دردهای درونی رنج می‌برد که سرطان کبد تشخیص داده شد. پس از یک دیدار خانوادگی از فرانسه، او در سن ۶۷ سالگی در ۲ دسامبر ۱۸۸۱ در لندن درگذشت. پیکرش مانند کارل مارکس در گورستان هایگیت لندن به خاک سپرده شد. در سال ۱۹۵۴، بقایای جسد او به همراه جسد شوهر و سایر اعضای خانواده اش به قبر جدیدی منتقل شد که روی آن بنای یادبود آرامگاه کارل مارکس ساخته شد.

## آثار
- طرحی کوتاه از یک زندگی پر حادثه (۱۸۶۵–۱۸۶۶)[۱]
- از دنیای تئاتر لندن در: فرانکفورتر سایتونگ و هندلزبلات، فرانکفورت آم ماین، شماره ۳۲۸، ۲۱ نوامبر ۱۸۷۵.
- فصل لندن در: فرانکفورتر سایتونگ و هندلزبلات، فرانکفورت آم ماین، شماره ۹۵، ۴ آوریل ۱۸۷۶.
- مطالعات شکسپیر انگلیسی در: فرانکفورتر سایتونگ و هندلزبلات، فرانکفورت آم ماین، شماره ۳، ۳ ژانویه ۱۸۷۷.
- ریچارد سوم شکسپیر در تئاتر لیسیوم لندن در: فرانکفورتر سایتونگ و هندلزبلات، فرانکفورت آم ماین، شماره ۳۹، ۸ فوریه ۱۸۷۷.
- از تئاتر لندن در: فرانکفورتر سایتونگ و هندلزبلات، فرانکفورت آم ماین، شماره ۱۴۵، ۲۵ مه ۱۸۷۷.
- برجسته‌ترین شخصیت‌ها در جهان سالن‌های انگلیسی در: Der Sprudel. وین، جلد ۴، شماره ۳، ۱۸ مه ۱۸۷۹
- ایروینگ در خانه در: Der Sprudel. وین، جلد ۴، جلد، شماره ۷، ۲۳ ژوئن ۱۸۷۹